# Tomasz Włosok
Tomasz Włosok (ur. 13 października 1990 w Warszawie) – polski aktor.

## Życiorys
W 2016 ukończył studia na Wydziale Aktorskim Państwowej Wyższej Szkoły Teatralnej w Krakowie. W tym samym roku zadebiutował na dużym ekranie w filmie Macieja Pieprzycy Jestem mordercą. W 2017 partnerował Bogusławowi Lindzie w roli ucznia Władysława Strzemińskiego w ostatnim filmie Andrzeja Wajdy Powidoki.
W pierwszej polskiej produkcji platformy Netflix, serialu 1983, wyreżyserowanym przez Agnieszkę Holland, Kasię Adamik, Agnieszkę Smoczyńską i Olgę Chajdas, opowiadającym alternatywną wersję historii, w której żelazna kurtyna nigdy nie upadła, partneruje Robertowi Więckiewiczowi w roli młodszego inspektora Jakuba Suchoparskiego. Zagrał również w serialach Wojenne dziewczyny, Kruk. Szepty słychać po zmroku, Stulecie Winnych i Nieobecni.
Główne filmowe role zagrał w thrillerze psychologicznym Reakcja łańcuchowa Jakuba Pączka, w opartym na prawdziwych wydarzeniach o nielegalnych wyścigach samochodowych filmie akcji Diablo. Wyścig o wszystko w reżyserii Michała Otłowskiego oraz w Smoku Tomasza Bagińskiego – pierwszym z serii krótkometrażowych filmów science fiction pt. Legendy Polskie. Za rolę „Waldena” w filmie Jak zostałem gangsterem. Historia prawdziwa został nagrodzony na Festiwalu Polskich Filmów Fabularnych, a za główną rolę w filmie Piosenki o miłości był nominowany do nagrody im. Zbyszka Cybulskiego. W filmie Agnieszki Holland Zielona granica (2023) zagrał strażnika granicznego Jana, a za swój występ otrzymał nagrodę im. Zbyszka Cybulskiego oraz nominację do Orła za najlepszą główną rolę męską. Za rolę boksera Jerzego Kuleja w filmie Kulej. Dwie strony medalu (2024) ponownie był nominowany do Orła za najlepszą główną rolę męską.

## Życie prywatne
Jest w związku z aktorką Malwiną Buss, z którą ma córkę Jagodę (ur. 2019).

## Filmografia

### Filmy
| Rok  | Tytuł                                        | Rola                                        | Uwagi                               |
| ---- | -------------------------------------------- | ------------------------------------------- | ----------------------------------- |
| 2011 | Akcja odwołana                               | Szyman                                      | etiuda                              |
| 2015 | Legendy Polskie: Smok                        | Janek Szewczyk                              | fabularyzowany film krótkometrażowy |
| 2016 | Jestem mordercą                              | milicjant Roman Mazur                       |                                     |
| 2016 | Gówno pod teatrem                            | dresiarz                                    | film krótkometrażowy                |
| 2016 | Jan Matejko – Historia w ożywionych obrazach | mąż (kmieć)                                 | fabularyzowany film dokumentalny    |
| 2016 | Świetne wieści                               | bibliotekarz                                | fabularyzowany film krótkometrażowy |
| 2017 | Ja, Olga Hepnarová                           | chłopak w lokalu                            |                                     |
| 2017 | Powidoki                                     | Roman, student Strzemińskiego               |                                     |
| 2017 | Bodo                                         | Jerzy Roland                                |                                     |
| 2017 | Reakcja łańcuchowa                           | Adam Wolski                                 |                                     |
| 2017 | Najpiękniejsze fajerwerki ever               |                                             | głos w tle                          |
| 2018 | Podatek od miłości                           | Artur, chłopak Klary                        |                                     |
| 2018 | 53 wojny                                     | Marek                                       |                                     |
| 2018 | Portret                                      |                                             | etiuda                              |
| 2019 | Underdog                                     | Tomek, brat „Kosy”                          |                                     |
| 2019 | Diablo. Wyścig o wszystko                    | Kuba Król                                   |                                     |
| 2019 | Boże Ciało                                   | Kuba                                        |                                     |
| 2019 | Generał Motyl                                | Zbigniew Ścibor-Rylski „Motyl”              | fabularyzowany film dokumentalny    |
| 2019 | Synchronizacja                               | dawca                                       | film krótkometrażowy                |
| 2020 | Jak zostałem gangsterem. Historia prawdziwa  | „Walden”                                    |                                     |
| 2020 | Polot                                        | Mariusz                                     |                                     |
| 2020 | Skansen                                      | Roman                                       | film krótkometrażowy                |
| 2021 | Kraj                                         | Janek                                       | część: Supermarket                  |
| 2021 | Hiacynt                                      | Tadek Morawski                              |                                     |
| 2022 | Jak pokochałam gangstera                     | Nikodem Skotarczak „Nikoś”                  |                                     |
| 2022 | Piosenki o miłości                           | Robert Jaroszyński                          |                                     |
| 2022 | Na chwilę, na zawsze                         | Eryk                                        |                                     |
| 2022 | Orzeł. Ostatni patrol                        | sanitariusz marynarz Kazimierz Mazurkiewicz |                                     |
| 2022 | Chrzciny                                     | kleryk Janek                                |                                     |
| 2023 | Zielona granica                              | Jan                                         |                                     |
| 2023 | Czarny bez                                   |                                             | etiuda                              |
| 2023 | Akademia pana Kleksa                         | włóczęga                                    |                                     |
| 2024 | Treasure                                     | Tadeusz                                     |                                     |
| 2024 | Kulej. Dwie strony medalu                    | Jerzy Kulej                                 |                                     |

### Seriale
| Rok       | Tytuł                          | Rola                                                  | Uwagi          |
| --------- | ------------------------------ | ----------------------------------------------------- | -------------- |
| 2012–2016 | Pierwsza miłość                | Dominik Kotowski                                      |                |
| 2015      | Prawo Agaty                    | aspirant Grzegorczyk                                  | odc. 93        |
| 2015      | Ojciec Mateusz                 | Maciek Buciak                                         | odc. 166       |
| 2015      | Aż po sufit!                   | Jurek, pracownik agencji                              | odc. 8         |
| 2016–2017 | M jak miłość                   | Radek Małkowski                                       |                |
| 2016      | Na noże                        | Waldemar, rolnik we wsi Puste Many                    |                |
| 2016      | Komisja morderstw              | Tadeusz Passowski                                     | odc. 7         |
| 2016      | Bodo                           | Jerzy Roland                                          | odc. 8–9, 12   |
| 2017–2018 | Wojenne dziewczyny             | Stefan Szajnert                                       |                |
| 2017      | Diagnoza                       | Jerzy Przybylski                                      | odc. 1–3       |
| 2018      | Kruk. Szepty słychać po zmroku | Tomek Wójcik „Rudy”                                   |                |
| 2018      | 1983                           | młodszy inspektor Jakub Suchoparski, podwładny Janowa |                |
| 2019–2020 | Stulecie Winnych               | Paweł Bartosiewicz, mąż Mani                          |                |
| 2020      | Co robimy w zamknięciu         | Julek                                                 | odc. 1–6, 9–10 |
| 2020      | Osiecka                        | pan M.                                                |                |
| 2020      | Nieobecni                      | Kuba Olechnowicz                                      |                |
| 2021      | Kruk. Czorny woron nie śpi     | Tomek Wójcik „Rudy”                                   |                |
| 2022      | Kruk. Jak tu ciemno            | Tomek Wójcik „Rudy”                                   |                |
| od 2023   | Emigracja XD                   | Malcolm                                               |                |
| 2023      | Warszawianka                   | Janek                                                 |                |
| 2025      | Na całego                      | Paweł                                                 | odc. 2         |

## Nagrody i nominacje
| Rok  | Nagroda                                                                       | Kategoria                           | Tytułem                                     | Rezultat  |
| ---- | ----------------------------------------------------------------------------- | ----------------------------------- | ------------------------------------------- | --------- |
| 2020 | Nagroda Festiwalu Polskich Filmów Fabularnych                                 | Drugoplanowa rola męska             | Jak zostałem gangsterem. Historia prawdziwa | Wygrana   |
| 2021 | Nagroda Festiwalu Aktorstwa Filmowego im. Tadeusza Szymkowa „Złoty Szczeniak” | Drugoplanowa kreacja aktorska męska | Jak zostałem gangsterem. Historia prawdziwa | Wygrana   |
| 2021 | Nagroda im. Zbyszka Cybulskiego                                               |                                     | Piosenki o miłości                          | Nominacja |
| 2022 | Wiktor 2021                                                                   | Aktor roku                          |                                             | Nominacja |
| 2023 | Nagroda im. Zbyszka Cybulskiego                                               |                                     | Zielona granica                             | Wygrana   |
| 2024 | Orzeł                                                                         | Najlepsza główna rola męska         | Zielona granica                             | Nominacja |
| 2024 | Festiwal Polskich Filmów Fabularnych                                          | Kryształowa Gwiazda „Elle”          | Kulej. Dwie strony medalu                   | Wygrana   |
| 2025 | Orzeł                                                                         | Najlepsza główna rola męska         | Kulej. Dwie strony medalu                   | Nominacja |